# Nina Hoss
Nina Hoss (Stuttgart, Alemania Occidental, 7 de julio de 1975) es una actriz alemana.

## Biografía
El padre de Nina, Willi Hoss, fue un sindicalista y político alemán (miembro del Bundestag alemán con Alianza 90/Los Verdes). Su madre, Heidemarie Rohweder, fue actriz del Teatro Estatal de Stuttgart y directora del Württembergischen Landesbühne Esslingen.

## Carrera
Hoss empezó a actuar en obras de teatro de radio a la edad de siete años y apareció en el escenario por primera vez a la edad de 14 años. En 1997 se graduó de la Escuela de Arte Dramático "Ernst Busch" en Berlín. Su primer gran éxito fue en 1996 con el papel de Rosemarie Nitribitt en Das Mädchen Rosemarie de Bernd Eichinger, un drama de época (basado en un escándalo real de la década de 1950) que mira con ironía a los días del milagro económico alemán de posguerra. En 2000, recibió uno de los premios Shooting Stars de la Berlinale. Su estrecha colaboración con el director Christian Petzold ha tenido un gran éxito: ganó el Premio Adolf Grimme 2003 por su papel en la película Und keiner weint mir nach, y dos años más tarde el Premio Adolf Grimme por Wolfsburg. Su interpretación en Yella, le valió el Oso de Plata a la Mejor Actriz en el Festival de Cine Internacional de Berlín en 2007 y el Premio del Cine Alemán en 2008. Otra colaboración con Petzold, Barbara, en la que interpreta a un médico exiliado en la Alemania Oriental en 1980, se estrenó en el Festival de Cine Internacional de Berlín en 2011 y el Festival Internacional de Cine de Toronto en 2012. 
En 2019 ganó la Concha de Plata a mejor actriz en el Festival de Cine de San Sebastián. Este galardón ha sido  ex aequo con la actriz española Greta Fernández por sus interpretaciones en "La audición", de Ina Weisse, y "La hija de un ladrón", de Belén Funes, respectivamente.
Hoss ha sido miembro de los jurados del Festival de Cine de Locarno en 2009, y el Festival Internacional de Cine de Berlín en 2011. Ha sido miembro de la compañía en el Deutsches Theater de Berlín desde 1998, donde apareció como Medea y, Franziska, en Minna von Barnhelm (2005). A lo largo de su carrera ha trabajado con Einar Schleef, Michael Thalheimer, Robert Wilson, Luc Bondy, Kušej Martin, Stefan Pucher, y Stephan Kimmig.

## Filmografía
Cine
- 1996 - Und keiner weint mir nach (Dirección: Joseph Vilsmaier)
- 1996 - Das Mädchen Rosemarie (TV, Dirección: Bernd Eichinger)
- 1998 - Liebe deine Nächste! (Dirección: Detlev Buck)
- 1998 - Feuerreiter (Dirección: Nina Grosse)
- 1999 - Der Vulkan (Dirección: Ottokar Runz])
- 2000 - Die Geiseln von Costa Rica (TV,Dirección: Uwe Janson)
- 2002 - Emilia Galotti (TV, Dirección: Michael Thalheimer)
- 2002 - Toter Mann (TV,Dirección: Christian Petzold)
- 2002 - Nackt (Dirección: Doris Dörrie)
- 2002 - Epsteins Nacht (Dirección: Urs Egger)
- 2003 - Leonce und Lena (TV, Dirección: Robert Wilson)
- 2003 - Wolfsburg (TV, Dirección: Christian Petzold)
- 2004 - Bloch (serie de televisión) – Schwestern (TV, Dirección: Edward Berger)
- 2005 - La Masai Blanca (Die weiße Massai) (Dirección: Hermine Huntgeburth)
- 2006 - Leben mit Hannah (también: Hannah, Dirección: Erica von Moeller)
- 2006 - Las partículas elementales (Dirección: Oskar Roehler)
- 2007 - Yella (Dirección: Christian Petzold)
- 2007 - Das Herz ist ein dunkler Wald (Dirección: Nicolette Krebitz)
- 2008 - Die Frau des Anarchisten (Dirección: Marie Noëlle y Peter Sehr)
- 2008 - Anonyma – Una mujer en Berlín (Dirección: Max Färberböck)
- 2009 - Jerichow (Dirección: Christian Petzold)
- 2010 - Wir sind die Nacht (Dirección: Dennis Gansel)
- 2011 - Fenster zum Sommer (Dirección: Hendrik Handloegten)
- 2012 - Barbara (Dirección: Christian Petzold)
- 2013 - Gold (Dirección: Thomas Arslan)
- 2014 - El hombre más buscado (Dirección: Anton Corbijn)
- 2014 - Phoenix (Dirección: Christian Petzold)
- 2022 - Tár (Dirección: Todd Field)

Televisión
- 1996 - Das Mädchen Rosemarie (Dirección: Bernd Eichinger)
- 2000 - Die Geiseln von Costa Rica (Dirección: Uwe Janson)
- 2002 - Toter Mann (Dirección: Christian Petzold)
- 2003 - Wolfsburg (Dirección:: Christian Petzold)
- 2004 - Bloch – Schwestern (Serie de televisión. Dirección: Edward Berger)
- 2014 - Homeland
- 2019 - Criminal: Alemania
- 2020 - Los Derrotados
- 2022 - Jack Ryan (serie de televisión), tercera temporada[7]

## Premios y distinciones
Festival Internacional de Cine de San Sebastián
| Año  | Categoría                         | Película    | Resultado |
| ---- | --------------------------------- | ----------- | --------- |
| 2019 | Concha de Plata a la mejor actriz | La audición | Ganador   |